# Kruszki (Gran Polonia)
Kruszki [pronunciación en polaco: /ˈkruʂki/] (en alemán: Schönrode) es un pueblo en el distrito administrativo de Gmina Łobżenica, dentro del Distrito de Piłun, Voivodato de Gran Polonia, en el centro-oeste de Polonia. Se encuentra aproximadamente 6 kilómetros al sudoeste de Łobżenica, 32 kilómetros al este de Piłun, y 95 kilómetros al norte de la capital regional, Poznań.
El pueblo tiene una población de 260 habitantes.